# Escala justa
L'escala justa es construeix a partir d'intervals consonants, de tal manera que els acords principals de tres notes ho són. Es comença pel Do, i s'hi afegeix el Mi, una tercera major (5/4) més amunt. El Sol és a una quinta per sobre del Do: 3/2. El Si és a una tercera major per sobre del Sol: 3/2·5/4=15/8. El Fa és a una quinta per sota del Do, per fer-lo caure dins l'escala el pujam una octava multiplicant per dos, per tant la seva freqüència serà: 4/3. Si hi sumam una tercera major tindrem el La 4/3·5/4=5/3. Una quinta per damunt del Fa hi ha el Do de l'octava superior: 4/3·3/2=2. L'escala justa té tres acords perfectes: el de Do, el de Sol, i el de Fa; però l'interval entre el Re i el La no és una quinta: val 5/3:9/8=40/27=1,481, un valor lleugerament inferior als 3/2 de la quinta perfecte: això fa que l'acord de Re soni un poc desafinat en l'escala justa.
Tal com s'ha dit l'escala justa de set notes és:
| Do  | 1          |
| Re  | 9/8=1,125  |
| Mi  | 5/4=1,25   |
| Fa  | 4/3=1,333  |
| Sol | 3/2=1,5    |
| La  | 5/3=1,667  |
| Si  | 15/8=1,875 |
| Do  | 2          |